# Zófimo Consiglieri Pedroso
Zófimo José Consiglieri Pedroso Gomes da Silva (Lisboa, 10 de março de 1851 — Sintra, 3 de setembro de 1910), mais conhecido por Consiglieri Pedroso, foi um político, etnógrafo, ensaísta, escritor, professor e diretor do Curso Superior de Letras. Inicialmente militante do Partido Progressista e depois militante republicano, foi deputado às Cortes da Monarquia, eleito pelo círculo eleitoral de Lisboa. Orador de grande qualidade e de improviso fácil, raramente escrevia os discursos, ficando famoso pela acutilância dos seus folhetos doutrinários e como doutrinador republicano conhecido pela sua verve e recorte literário, tendo publicado várias obras e folhetos de pendor propagandístico. Para além da história, dedicou-se à etnografia e foi um dos introdutores da antropologia em Portugal, estudando os mitos, tradições e superstições populares, atividades em que era um típico letrado do último quartel do século XIX, profundamente imbuído de valores humanistas e revelando-se um ensaísta brilhante. Foi presidente da Sociedade de Geografia de Lisboa e sócio efetivo da Academia de Ciências de Lisboa.

## Biografia
Consiglieri Pedroso nasceu em Lisboa, filho de Mariana Justa Consiglieri, uma senhora de origem genovesa (de onde lhe vem o apelido Consiglieri), e de Zófimo Pedroso Gomes da Silva, médico da Companhia Real dos Caminhos de Ferro Portugueses e membro destacado do Partido Progressista, que representou como deputado nas Cortes na legislatura de 1880 a 1882. O seu pai foi também vereador da Câmara de Lisboa (1871-1878, 1886-1890 e 1892-1896), tendo sido depois seu presidente no período 1897 a 1898. Considerado homem ideologicamente avançado para o seu tempo, defendeu a criação de uma cadeira de medicina legal e de toxicologia na Faculdade de Medicina da Universidade de Coimbra e nas Escolas Médico-Cirúrgicas de Lisboa e do Porto, entre outras iniciativas na área da educação e da saúde. Não é acidental que Consiglieri Pedroso lhe tenha dedicado o seu Brado contra a pena de morte em 1874.
Consiglieri Pedroso terá tido em sua mãe uma figura muito próxima e amada, ao ponto de ter considerado abandonar a carreira política que então iniciava quando ela faleceu em 1884. É o próprio Consiglieri Pedroso que em 1901, no elogio fúnebre de Luciano Cordeiro, contou:
Recordo-me que em 1884, quando Luciano Cordeiro e eu tínhamos assento na Câmara dos Deputados, estava eu para fazer a minha estreia parlamentar numa questão das mais melindrosas que então nos preocupavam, e veio ferir-me o golpe mais rude que tenho sofrido, a morte da minha mãe. A violência do choque quebrantou-me o ânimo, e estive a ponto de desistir da luta para que me havia preparado. Um dos que me ampararam foi Luciano Cordeiro, e lembra-me que ele me disse: "A melhor maneira de honrar a memória de um ente querido é continuar trabalhando", fazendo-me assim compreender que também isso era o cumprimento de um dever sagrado. Essas palavras mitigaram a minha dor e restabeleceram o meu ânimo. E entrei na luta…
Apesar de descrito pelos seus contemporâneos como tendo aspeto débil e constituição fraca, cedo se revelou de enorme tenacidade, escolhendo significativamente para seu lema a frase "Chi dura vince".
Frequentou o ensino secundário no Liceu Nacional de Lisboa, onde conheceu José Benoliel, que além de docente liceal dava lições de Literatura Oriental no Curso Superior de Letras, com quem depois aprenderia árabe e hebraico e que teria grande influência na sua decisão de estudar filologia e linguística.
Terminado o curso liceal, iniciou os seus estudos no Curso Superior de Letras, na altura sediado no edifício da Academia Real das Ciências de Lisboa, onde teve como professores, nas cinco cadeiras nucleares, Rebelo da Silva, Augusto Soromenho, Sousa Lobo, Jaime de Freitas Moniz e António José Viale. Concluiu o curso em 1869, mas continuou estudos na área da filologia e a aprendizagem de línguas.
Em 1871 estreou-se como jornalista, iniciando a sua colaboração nos periódicos da esquerda liberal e do então incipiente movimento republicano de Lisboa. Ao longo da década de 1870 foi afirmando a sua reputação como articulista, tornando-se próximo de intelectuais de esquerda como José Carrilho Videira e Teófilo Braga, com quem colaborou no periódico República (1874-1875) e como redator dos folhetos da Bibliotheca Republicana Democratica (1876-1877), uma publicação panfletária que serviu para tornar Consiglieri Pedroso famoso pela acutilância dos seus escritos doutrinários e para o posicionar claramente no campo republicano, em cujo partido se filiou em 1875.
Entretanto, também em 1875 e por proposta do republicano Elias Garcia, entrou na carreira de oficial administrativo para, na secretaria da Câmara Municipal de Lisboa, organizar a instrução primária de Lisboa. Foi curta a sua permanência na função, pois logo em Janeiro de 1876 foi exonerado a seu pedido. Manifestando grande propensão para a escrita, nesse ano traduziu e prefaciou a obra História da Revolução Francesa, de Ernest Hamel.
Consiglieri Pedroso continuou o estudo das línguas e quando ingressou na atividade política, com 27 anos de idade, tinha conhecimentos de grego e latim, falava castelhano, italiano, francês, alemão, dinamarquês, sueco e sânscrito. Para além disso conhecia os rudimentos do persa e de algumas línguas industânicas e estudava russo e polaco.
Foi membro da Maçonaria, pertencendo à Loja Simpatia, n.º 4, de Lisboa, para onde entrou em 1888. Também manteve atividade empresarial, sendo sócio da Companhia Carris de Ferro de Lisboa, a cuja administração pertenceu e na qual foi o proponente da substituição da tração animal pela tração elétrica na rede de transportes coletivos de Lisboa, estando assim na origem do aparecimento dos elétricos de Lisboa.
Cordato e austero, mas afável e afetuoso, foi um poliglota, conhecedor de múltiplos idiomas europeus, cujas literaturas apreciava na versão original. Para além das línguas do norte da Europa, conhecia o russo e estudou o japonês Ao longo da sua carreira afirmou-se como filólogo, escritor, publicista e político que ainda assim manteve ao longo da vida o fascínio do maravilhoso infantil, que as suas recolhas de contos e o entusiasmo com coros infantis corroboram. Não prezava os prazeres da boa mesa, sendo vocacionado para o estudo, a investigação e a aprendizagem contínua.
Sofrendo de diabetes, faleceu em Sintra, um dos seus locais preferidos para veraneio e descanso, vítima de uma infeção por antraz que terá levado a uma septicemia e ao colapso cardíaco. Depois de uma vida de luta pelo ideal republicano, faleceu a um mês da implantação da República Portuguesa, triunfo que não conheceria.

### A carreira académica e literária
Em 1878 concorreu à cadeira de História Universal e Pátria do Curso Superior de Letras, tendo como júri Teófilo Braga, António da Silva Túlio, Manuel Pinheiro Chagas e Augusto Carlos Teixeira de Aragão. Ao concurso foram admitidos três candidatos: José Maria da Cunha Seixas, com uma dissertação intitulada Princípios Gerais da Filosofia da História; Manuel de Arriaga, com Renovação histórica: da necessidade da intervenção das ciências naturais na história universal dos povos para se fundamentar em bases positivas e dar-lhe um caráter científico; e Consiglieri Pedroso com A Constituição da Família Primitiva. Todos os candidatos obtiveram aprovação de mérito e pela votação de preferência, Consiglieri Pedroso foi escolhido, tornando-se o primeiro diplomado do Curso Superior de Letras a ingressar no seu corpo docente.
Na docência distinguiu-se pelo seu gosto linguístico, memória prodigiosa e inteligência acima do vulgar, características que foram frequentes por parte de mestres, alunos e amigos. Para além do ensino e da política, distinguiu-se em várias áreas da cultura e da ciência, nomeadamente na etnografia, tendo sido um dos fundadores e um importante dinamizador da Antropologia em Portugal. Dedicou-se sobretudo ao estudo dos mitos, das tradições e das superstições populares do mundo rural português, tendo publicado no jornal O Positivismo uma grande parte das suas análises etnográficas. Assumiu também vários cargas académicos no Curso Superior de Letras, tendo sido seu secretário (1879-1881), diretor-vogal (1897-1899) e diretor (1881-1883 e 1901-1910).
Também se dedicou ao estudo da História, tendo publicado fragmentos extraídos de processos setecentistas da Inquisição de Lisboa que endossam a mesma utilização, de um imaginário peculiar aos séculos XVII e XVIII, feita por Manuel Bernardes nos seus exempla.
Para utilização pelos seus alunos do Curso Superior de Letras, publicou em 1883 a obra As Grandes Épocas da História Universal, com a qual Consiglieri Pedroso introduz ruturas fundamentais na matéria tratada face àquela que era a tradição historiográfica portuguesa. Sendo um lente de História Universal e Pátria do Curso Superior de Letras, e não como era tradição no tratamento da matéria um lente de Teologia da Universidade de Coimbra, Consiglieri Pedroso aborda a história antiga longe do campo da Teologia e do discurso catequético que tradicionalmente lhe estava associado. No processo recusou as autoridades bibliográficas tradicionais e usou abundantemente os dados vindos da linguística, apoia-se no trabalho de Jean-François Champollion e assume, pela primeira vez em Portugal, uma cronologia histórica que aponta explicitamente para datações anteriores a 4004 a.C., contrariando as interpretações bíblicas então vigentes que davam aquele ano como o da criação do Mundo.
Como publicista, colaborou em diversos periódicos ligados à esquerda liberal. Republicano convicto e adepto do positivismo, escreveu e publicou dezenas de panfletos doutrinadores sob o título Biblioteca de Propaganda Democrática (1886-1888) e prestou a sua colaboração em publicações de caráter doutrinário e filosófico, como O Positivismo (1879-1882), chegando mesmo a escrever, em 1884, uma obra que intitulou Uma Crítica Positivista. Foi diretor e proprietário do periódico Os Debates (1888-1891) e colaborou nas revistas: Froebel (1882-1885), A Arte Musical  (1898-1915), Brasil-Portugal (1899-1914),  Serões  (1901-1911) e no Jornal dos Cegos  (1895-1920).
A sua atividade de publicista levou a que em 1882 fosse eleito presidente da comissão diretora da Associação de Jornalistas e Escritores Portugueses. A sua produção literária e jornalística granjeou-lhe grande popularidade, sendo listado entre os autores mais populares num inquérito realizado em 1884 pelo periódico O Imparcial de Coimbra.
Embora tenha mantido ao longo da sua vida uma intensa atividade política, em particular na Câmara dos Deputados, Consiglieri Pedroso dedicou-se com igual diligência ao estudo da etnografia e da mitografia, tendo dedicado a maior parte da sua carreira académica ao estudo dos mitos e superstições populares, de que deu conta em artigos eruditos, alguns dos quais traduzidos e publicados em revistas francesas e inglesas. O mérito da sua investigação levou-o a ser membro de várias agremiações científicas e culturais, entre as quais a Sociedade de Geografia de Lisboa, de que foi vice-presidente (1900-1909) e presidente (1909), e a ser eleito em 1905 como sócio efetivo da Academia de Ciências de Lisboa. Entre as suas obras de cariz etnográfico, contam-se Tradições Populares Portuguesas, Estudos de Mitografia Portuguesa, Contribuições para Uma Mitologia Popular Portuguesa, Contos de Fadas e Contos Populares Portugueses.
As recolhas que deram origem a Contos Populares Portugueses, obra que já deu origem a múltiplas reedições espalhadas por mais de um século, destinavam-se a um projeto científico que se converteria, por decisão do autor, numa coletânea de contos populares destinada ao grande público. Com contos coligidos diretamente da tradição oral, sem qualquer retoque, tornou-se um clássico, superando as obras similares até então publicadas, nomeadamente as produzidas por Adolfo Coelho, Teófilo Braga e Leite de Vasconcelos. Quando considerada a autenticidade e a fidelidade dos narradores de que se socorreu, na maior parte mulheres, que conservam e transmitem mais pura e mais intacta a tradição, a obra compara-se com as recolhas de Claude Perrault, de Gaston Paris ou até dos irmãos Grimm.
Em 1880 foi um dos participantes e dinamizadores do Congresso Internacional de Antropologia e Arqueologia Pré-Históricas, realizado em Lisboa, apresentando uma importante comunicação e atuando como anfitrião dos congressistas estrangeiros. Também em 1880 foi um dos principais ativistas que levaram a cabo um importante conjunto de iniciativas comemorativas do tricentenário da morte de Luís de Camões e do quarto centenário da descoberta do caminho marítimo para a Índia. Em representação da Associação dos Jornalistas e Escritores Portugueses participou num congresso internacional realizado em Paris, tendo então visitado a França, Alemanha e Áustria.
Em 1896 visitou São Petersburgo, na Rússia, na qualidade de presidente da Sociedade de Geografia de Lisboa, tendo publicado na revista Serões (1903-1909) uma muito interessante descrição da cidade e da história e vida política russa de então.
Republicano convicto, defendia a formação de uma comunidade luso-brasileira, com um sistema político unindo Portugal e o Brasil. Com o objetivo de defender essa proposta, pronunciou em 1909, em conjunto com o professor e intelectual brasileiro Escragnolle Dória, uma conferência na Academia das Ciências de Lisboa.

### Ação política
Consiglieri Pedroso iniciou a sua carreira política em 1876, quando foi eleito vereador republicano na Câmara Municipal, juntando-se no cargo a seu pai, então vereador eleito nas listas do Partido Progressista. Integrou as comissões de obras públicas e de segurança municipal e manteria o seu lugar, ao longo de sucessivas eleições, até 1890, sendo "colega", embora em bancadas distintas, de seu pai durante parte deste período.
A 18 de Maio de 1876, Consiglieri Pedroso participou no Jantar Democrático que teve lugar no Hotel dos Embaixadores, em Lisboa, durante o qual foi aprovada a intenção de criar o Centro Republicano Democrático Português. No evento estavam presentes os principais políticos da esquerda liberal de tendência republicana, incluindo personalidades como António de Oliveira Marreca, José Maria Latino Coelho, Albano Coutinho, António Inácio da Fonseca, António José Simões Raposo, António Rodrigues Rocha, Barros de Seixas, Bernardino Pinheiro, Casimiro Gomes, Diogo Borges de Almeida, Eduardo Maia, Ernesto Augusto dos Santos, Francisco Sousa Brandão, Guilherme de Sousa, António Rola, Gil Carneiro, Herculano dos Santos, Joaquim Neves Júnior, Júlio de Matos, José Carrilho Videira, Elias Garcia, Guilherme Santos Lima, José Jacinto Nunes, Franco Júnior, Manuel Thomaz Lisboa e Martins Contreiras. Foi assim um dos fundadores do primeiro Diretório Nacional do Partido Republicano Português, integrando a ala moderada do movimento.
Adepto do positivismo, foi um dos grandes propagandistas da instrução pública e das ideias democráticas. Para além da sua ação em Lisboa, foi um dos fundadores, com Basílio Teles, do Clube de Propaganda Democrática do Norte.
A 11 de Março de 1882 realizou uma conferência, na Sociedade de Geografia de Lisboa, a propósito do Centenário do Marquês de Pombal, por iniciativa da comissão académica. Nessa conferência defendeu a reforma da vida política portuguesa, afirmando-se como um dos doutrinadores do nascente movimento republicano.
A sua facilidade em falar de improviso e a qualidade das suas intervenções fizeram de Consiglieri Pedroso uma figura destacada nos comícios de propaganda republicana e um político popular em Lisboa. Essa popularidade traduziu-se na sua manutenção como vereador da Câmara Municipal de Lisboa ao longo de sucessivos mandatos entre 1876 e 1890 e na sua eleição, nas eleições gerais de 1884, como deputado republicano pelo círculo plurinominal de Lisboa às Cortes da Monarquia Constitucional, feito que repetiu nas eleições gerais de 1887.
No mandato correspondente à 25.ª legislatura da Monarquia Constitucional Portuguesa, prestou juramento a 27 de Dezembro de 1884, integrando as comissões parlamentares de Instrução Pública Primária e Secundária (1885), Instrução Pública Superior e Especial (1887) e de Inquérito às Obras do Porto de Lisboa. Exerceu uma importante ação parlamentar, apresentando logo na sessão inaugural uma proposta visando abolir o juramento político. Também defendeu a impugnação dos resultados eleitorais no círculo do Funchal, onde o candidato republicano fora excluído. Durante toda a legislatura apresentou, sempre sem sucesso, múltiplas propostas visando reduzir as despesas com a Casa Real, que acusava de ser proporcionalmente a mais cara da Europa já que gastava 2/3 da verba despendida pelo Estado com a instrução pública, e as prerrogativas do monarca. Chegou a propor, em 1885, a dissolução das Cortes e a convocação de novas eleições para a aprovação de nova constituição, opondo-se à manutenção na Câmara dos Pares do Reino de pares de nomeação régia. Envolveu-se num sério incidente com o deputado João Arroio que quase terminou em confronto físico na câmara e apresentou múltiplos protestos contra a ação da polícia na repressão ao movimento operário e ao movimento republicano.
Apesar de manter as suas convicções republicanas, em 1887 colaborou com o movimento Esquerda Dinástica, liderado por Barjona de Freitas. Para a legislatura que se iniciou nesse ano, a 26.ª da Monarquia Constitucional Portuguesa, prestou juramento a 13 de Abril de 1887. Manteve a sua oposição às despesas da Casa Real, à pesada lista civil da corte do monarca e às despesas com os casamentos de príncipes e princesas. Também se opôs à entrada de trabalhadores asiáticos para as obras do Porto de Lisboa, considerando que as mesmas eram uma ameaça ao trabalho nacional e aos salários. Também se interessou pela repressão das tentativas de restaurar as ordens monásticas e do que considerava os abusos da Igreja Católica, nomeadamente os casos de excomunhão por casamento civil, o que o levou a propor, em conjunto com Guerra Junqueiro, uma lei de amnistia para todos os condenados por ofensas à religião do Estado.
Terminada a legislatura a 10 de Julho de 1889, recusou um convite do diretório do Partido Republicano Português para se candidatar pelo círculo eleitoral de Coimbra, afastando-se seguidamente da vida ativa e não voltando a ser candidato para qualquer eleição, incluindo as autárquicas em Lisboa. Manteve a sua militância partidária, mas numa posição discreta, integrando o corpo consultivo do diretório nacional.
Em consequência dessa sua retirada da vida política ativa, dedicou as últimas duas décadas da sua vida quase em exclusivo à investigação etnográfica, à escrita e à docência no Curso Superior de Letras, instituição cujo órgão diretivo integrou.

## Obra publicada
Consiglieri Pedroso deixou uma vasta obra dispersa por dezenas de periódicos portugueses, mas publicou a parte mais substancial da sua obra científica no jornal O Positivismo, nela se incluindo análises de superstições populares e mitografia. Alguns dos seus trabalhos foram reproduzidos em revistas francesas e inglesas da especialidade. Entre as suas obras de caráter monográfico contam-se:
- Um brado contra a pena de morte. Lisboa : 1874.
- História da Revolução Francesa de Ernest Hamel (tradução para português e prefácio de Consiglieri Pedroso) (1875).
- O sufrágio universal ou a intervenção das classes trabalhadoras no governo do país. Lisboa : 1876.
- A constituição da família primitiva : these para o concurso da primeira cadeira do Curso Superior de Lettras : Historia Universal e Patria.  Lisboa : Casa de Bragança, (1878).
- Sur quelques formes du mariage populaire en Portugal : contribution à connaissance de l'état social des anciens habitants de la péninsule.  Lisbonne : Tip. de l'Académie Royal des Sciences, (1880).
- Contribuições para uma mythologia popular portugueza.  Porto : Imprensa Commercial, (1880).
- Compêndio de História Universal. Porto : 1881.
- Portuguese Folk-tales. London : 1882.
- Tradições populares portuguezas, XV : o secular das nuvens.  Porto : Typografia Elzeviriana, (1883).
- As Grandes Épocas da História Universal (1883).
- Tradições Populares Portuguesas, Uma Crítica Positivista. Paris : 1884.
- Compêndio de História dos Povos Orientais. Lisboa : 1896.
- Alexandre Herculano, o historiador. Lisboa : 1910.
- Contos Populares Portugueses (1910).
- Catálogo bibliographico das publicações relativas aos descobrimentos portuguezes. Lisboa : Imprensa Nacional, (1912).
- Contribuições para um cancioneiro e romanceiro popular português
- Contribuições para uma Mitologia Popular Portuguesa e outros Escritos Etnográficos. Lisboa, D. Quixote, 1988.
- Contos populares portugueses. Porto, 1878. A obra teve múltiplas reedições, entre as quais: São Paulo: Landy, 2001; Lisboa : Vega, 1992 (ISBN 978-972-699-031-4).

Outro conjunto importante de publicações foi incluída na série de panfletos denominada Propaganda Democrática, uma publicação em estilo folhetinesco com periodicidade quinzenal. Os principais títulos foram: 
- "O direito de dissolução". Propaganda democrática - Publicação quinzenal para o povo. Lisboa : Typ. Nacional. Vol. IX, 1887. 32 p.
- "Incompatibilidades parlamentares". Propaganda democrática - Publicação quinzenal para o povo. Lisboa : Typ. Nacional. Vol. XXXVII, 1888. 31 p.
- "O juramento político". Propaganda democrática - Publicação quinzenal para o povo. Lisboa : Typ. Nacional. Vol. XIII, 1887. 32 p.
- "Guia do eleitor". Propaganda democrática - Publicação quinzenal para o povo. Lisboa : Typ. Nacional. Vol. VIII, 1887. 32 p.
- "Palavras aos eleitores". Propaganda democrática - Publicação quinzenal para o povo. Lisboa : Typ. Nacional. Vol. XI, 1887. 32 p.
- "O que deve ser uma eleição". Propaganda democrática - Publicação quinzenal para o povo. Lisboa : Typ. Nacional. Vol. X, 1887. 32 p.